# Capitano A. Cecchi (croiseur auxiliaire)
Le Capitano A. Cecchi était un croiseur auxiliaire de la Marine royale italienne (en italien : Regia Marina), anciennement un cargo italien.

## Histoire de service
Construit entre 1931 et 1934 dans le chantier naval Eriksberg Mekaniske Verkstad A/B - Eriksberg Varv de Göteborg en Suède avec ses navires-jumeaux (sister ships Duca degli Abruzzi et Capitano Bottego pour la société Italo-Somala,,, le Capitano A. Cecchi, enregistré sous le numéro d'immatriculation 1973 au Compartimento Marittimo de Gênes, était à l'origine un navire cargo à moteur de 2 321 tonneaux de jauge brute, propulsé par deux moteurs diesel 6 cylindres qui donnaient à deux hélices une puissance de 4 800 CV (543 CV nominaux), permettant une vitesse de croisière de 14,5 nœuds (26,9 km/h) et une vitesse maximale comprise entre 15,5 et 16 nœuds (28,7 à 29,7 km/h),,.
Peu après leur construction, les trois navires à moteur ont été achetés par la Regia Azienda Monopolio Banane, fondée à Mogadiscio en 1935, qui les a employés comme navires frigorifiques pour transporter des bananes de l'Afrique orientale italienne (Érythrée et Somalie) vers l'Italie,. Ces trois unités constituaient la seule flotte de la compagnie jusqu'à la construction, en 1937, des quatre plus grands navires à moteur de la série RAMB. En cas de guerre, il était prévu que le Capitano A. Cecchi, le Duca degli Abruzzi et le Capitano Bottego soient transformés en croiseurs auxiliaires, chacun étant armé de quatre canons de 102/45 mm,..

### La Seconde Guerre mondiale

#### 1940
Lorsque l'Italie est entrée dans la Seconde Guerre mondiale le 10 juin 1940, le Capitano A. Cecchi était le seul, parmi les trois navires à moteur, à se trouver en Méditerranée (le Duca degli Abruzzi et le Capitano Bottego étaient respectivement en Somalie et en Érythrée). Le 5 août 1940, le navire est réquisitionné à Venise par la Regia Marina et enregistré dans le rôle de navire auxiliaire de l’État comme croiseur auxiliaire. Armé de quatre canons 102/45 Modèle 1917 et de six mitrailleuses Breda Model 1931de 13,2 mm (selon d'autres sources, deux canons de 100/47 mm et quatre mitrailleuses de 13,2 mm), l'unité était principalement affectée à des tâches d'escorte de convois.
Le 20 août 1940, avec la constitution du Comando Superiore Traffico Albania (Maritrafalba), qui devient actif le 5 septembre, le Capitano A. Cecchi est stationné à Brindisi et affecté, avec d'autres unités (deux anciens destroyers, dix torpilleurs, deux autres croiseurs auxiliaires et le XIIIe escadron MAS (Motoscafo armato silurante)), à ce commandement, pour le service d'escorte de convois à destination et en provenance d'Albanie.
Le 11 septembre, le croiseur auxiliaire, accompagné du torpilleur Castelfidardo, effectue sa première mission pour Maritrafalba, en escortant de Vlora à Brindisi puis à Bari les vapeurs Nautilus et Pontinia, de retour à vide d'Albanie. Deux jours plus tard, le Capitano A. Cecchi et le torpilleur Pallade escortent de Bari à Durrës les vapeurs Galilea et Quirinale, transportant 2 422 soldats et 289 tonnes de matériel (dont des hôpitaux de campagne).
Le 17 septembre, le Capitano A. Cecchi et le Pallade escortent de Bari à Durrës les navires à moteur Catalani et Viminale, transportant 2 305 hommes et 141 tonnes de matériel. Le 19 septembre, le navire, avec le vieux torpilleur Palestro, escorte de Bari à Durrës un convoi composé des vapeurs Maria, Perla, Premuda et Oreste, transportant 929 chevaux et 2 520 tonnes de véhicules et autres fournitures.
Le 23 septembre, l'unité, avec le Castelfidardo et le torpilleur Polluce, plus récent, escortait à nouveau le Catalani et le Viminale de Bari à Durrës, transportant 2 112 hommes et 70 tonnes de fournitures.
Six jours plus tard, les Capitano A. Cecchi, Pallade et Polluce escortent de Bari à Durrës le navire à moteur Puccini et les cargos à vapeur Galilea et Quirinale, chargés de 2 581 hommes et de 84 tonnes de fournitures. Le même jour, le croiseur auxiliaire revient de Durrës à Bari en escortant le cargo à vapeur Antonietta Costa, déchargé.
Le 4 octobre, le navire, ainsi que la Pallade et le vieux torpilleur Giacomo Medici, escortent de Bari à Durrës les navires à moteur Verdi et Puccini et le vapeur Quirinale, avec 2 400 soldats et 140 tonnes de fournitures.
Le 12 octobre 1940, le Maritrafalba est dissous, mais déjà le 21 octobre ce commandement est reconstitué, et de nouveau le Capitano A. Cecchi y est placé (avec deux vieux destroyers, dix torpilleurs, trois autres croiseurs auxiliaires et le XIIIe escadron de MAS) pour l'escorte de convois et la chasse anti-sous-marine.
Le 21 octobre, à 00h30, le Capitano A. Cecchi, avec le vieux torpilleur Nicola Fabrizi, appareille de Bari pour escorter les navires à moteur Verdi et Puccini, transportant 1 517 hommes et 28 tonnes de matériel et se dirigeant vers Durrës, où ils arrivent à 15h30. Le lendemain, à 4h30 du matin, le navire quitte Durrës pour escorter le Verdi et le Puccini jusqu'à Bari, où ils arrivent à 19h, car ils reviennent à vide.
Le 23 octobre 1940, le croiseur auxiliaire escorte à Durrës, avec le torpilleur Calatafimi, le vapeur Campidoglio et le navire à moteur Città di Marsala, 20,2 tonnes de matériel. Le Capitano A. Cecchi et le Calatafimi quittent alors Durrës à sept heures le 25 octobre, escortant les deux navires marchands en partance et un troisième, le vapeur Casaregis, qui revient vide. Le convoi arrive à Bari à 3h30 le 26, mais sans le Calatafimi, qui a dû abandonner la mission et se réfugier à Lagosta en raison des mauvaises conditions météorologiques.
Le Capitano A. Cecchi quitte Brindisi le 31 octobre à 23h30, avec le torpilleur Solferino et le croiseur auxiliaire Ramb III, escortant le navire à moteur Città di Marsala et les vapeurs Campidoglio et Principessa Giovanna, sur lesquels sont embarqués 2 873 soldats. Les navires arrivent à Durrës à six heures du matin le 1er novembre. L'unité quitte Durrës le même jour, rejoignant un convoi, composé des vapeurs déchargés Perla et Sabaudia, qui est parti à 23h30 le 31 octobre et est escorté par le torpilleur Curtatone. Le convoi arrive à Bari à 16h30 le 1er novembre.
Le 2 novembre, à huit heures du matin, le Capitano A. Cecchi appareille de Durrës en escortant le navire postal à moteur Piero Foscari, et arrive à Brindisi à 14h30. De retour à Durrës, le croiseur auxiliaire part à 23h15 du même jour, avec le torpilleur Confienza, pour escorter deux navires marchands vides, le vapeur Principessa Giovanna et le navire à moteur Città di Marsala, jusqu'à Bari, où le convoi arrive à 18h30 du 3 novembre.
Le 4 novembre, à 3h15 du matin, l'unité appareille de Brindisi avec le torpilleur Generale Antonio Cantore, escortant le Foscari et le vapeur Aventino, transportant 972 hommes, 145 tonnes de munitions, des chevaux, des véhicules et d'autres fournitures. Le convoi atteint Vlora à neuf heures ce matin-là . De retour à Bari, le Capitano A. Cecchi part le 6 novembre à minuit et demi, avec les vieux destroyers Carlo Mirabello ed Augusto Riboty, escortant les navires à moteur Verdi et Puccini, avec 1 497 soldats et 43 chevaux, vers Durrës. Le convoi arrive dans le port albanais à 18h30.
À 23h30 le 8 novembre, le Capitano A. Cecchi, ainsi que le Curtatone, le Medici et le Cantore, quittent Bari pour escorter les vapeurs Argentina, Italia et Firenze et le navire à moteur Città di Marsala, transportant 3 219 soldats et 287 tonnes de fournitures. Le convoi atteint Durrës à 16h00 le 9 novembre, après quoi le Capitano A. Cecchi retourne à Bari. Le navire quitte de nouveau le port des Pouilles le 10 novembre à 18 heures, escortant les vapeurs Nita et Oreste, transportant 59 soldats, 129 véhicules et 342 chevaux, et le Brunner, utilisé pour le trafic civil, jusqu'à Durrës, où ils arrivent à dix heures du matin le 11.
Le 12 novembre, à 7h30, le croiseur auxiliaire quitte Brindisi en escortant le Verdi et le Puccini, transportant 1 283 hommes et 41,5 tonnes de matériel. Renforcé par le torpilleur Generale Marcello Prestinari, qui a été ajouté à Brindisi, le convoi arrive à Durrës à 23h00. De retour dans les Pouilles, le Capitano A. Cecchi quitte Bari le 16 novembre à 00h30 en escortant, avec le Prestinari et un autre vieux torpilleur, le Francesco Stocco, le gros vapeur Piemonte et le navire à moteur Donizetti, transportant 2 554 hommes, 151 chevaux et 306 tonnes de matériel. Les navires arrivent à Vlora à quatre heures de l'après-midi.
Le 19 novembre 1940, à une heure du matin, le Capitano A. Cecchi, avec les torpilleurs Giacomo Medici et Andromeda, appareille de Bari pour escorter les vapeurs Argentina et Sardegna jusqu'à Vlora, où ils arrivent douze heures plus tard, avec 3 084 hommes et 162 tonnes de matériel à la suite des troupes. Parti de Vlora dans l'après-midi, le croiseur auxiliaire, vers huit heures du soir du même jour, arrive près du point de débarquement " Y ", au large de Brindisi, au moment où arrive dans la même zone un convoi composé des navires marchands Verdi, Puccini et Carnia, escorté par le torpilleur Confienza, parti à 9h30 de Durrës et se dirigeant vers Brindisi. Comme le Brindisi est en état d'alerte pour un bombardement aérien, les phares de signalisation ont été éteints, ce qui (peut-être avec des erreurs de manœuvre) a conduit le Capitano A. Cecchi à éperonner le Confienza, à 21h19. Le croiseur auxiliaire, qui a subi des dommages à sa proue, embarque l'équipage du torpilleur, qu'il prend ensuite en remorque pour tenter de le ramener vers Brindisi. Cependant, la tentative de sauvetage est vaine. Après environ une heure et vingt minutes de navigation, le 20 novembre à 00h35, le Confienza se casse en deux et coule à deux milles nautiques (3,7 km) de Brindisi,.
Une fois les dégâts réparés, le Capitano A. Cecchi a repris son service sous les ordres du Maritrafalba. Le 19 décembre à 10h50, le croiseur auxiliaire quitte Brindisi pour Vlora, escortant les navires à moteur Città di Agrigento et Città di Trapani, transportant 1 280 soldats, douze véhicules et 393 tonnes de munitions, d'uniformes, de provisions et d'autres fournitures. Le convoi atteint Vlora à 19h30. Le 20 décembre à huit heures, le navire quitte Vlora à destination de Bari, où il arrive le lendemain à six heures, escortant le pétrolier Strombo et le vapeur Absirtea, qui reviennent déchargés.
Le 22 décembre, à cinq heures, le Capitano A. Cecchi et le Calatafimi quittent Bari pour escorter les vapeurs Aventino et Monstella (ce dernier est arrivé à Bari en provenance d'Ancône, où il avait été chargé), transportant 1 027 hommes, 87 quadrupèdes et 48 tonnes de provisions: le convoi atteint Durrës à 15h15 du même jour, après avoir évité quelques torpilles lancées par un sous-marin, resté inconnu, contre les deux navires marchands. Après s'être séparé du convoi et avoir atteint Durrës, le croiseur auxiliaire est parti à 14h45 en escortant le navire à moteur Barbarigo, qui est retourné déchargé à Bari, où il arrive à 00h50 le 23.
La veille de Noël, le Capitano A. Cecchi quitte Bari à 00h30 avec le Castelfidardo, escortant le vapeur Quirinale et les navires à moteur Donizetti, Marin Sanudo et Città di Savona, avec le premier escadron de la division d'infanterie "Brennero" (2 663 hommes, 186 véhicules et 558,5 tonnes de matériel), pour Durrës, où ils arrivent à 15h15 le même jour. De retour à Bari, le croiseur auxiliaire reprend la mer du port des Pouilles le 26 décembre à 3 heures du matin, avec le vieux torpilleur Angelo Bassini, pour escorter jusqu'à Durrës, où ils arrivent à 4 heures de l'après-midi, les vapeurs Milano et Galilea et les navires à moteur Verdi et Puccini, transportant 3 433 soldats, 157 cchevaux et 608,5 tonnes de provisions. Le convoi bénéficie également de l'escorte indirecte, de 4h30 à 8h00 du matin, des destroyers Folgore, Fulmine et Baleno.
Le 31 décembre, à 4h50, le croiseur auxiliaire appareille de Bari pour Durrës, où il arrive à 18h00, escortant le navire à moteur Puccini et les vapeurs Acilia et Monstella, transportant 746 hommes, 635 chevaux et 128 tonnes de provisions.

#### 1941
Le 2 janvier 1941, le Capitano A. Cecchi escorta de Bari à Brindisi le navire à moteur déchargé Città di Marsala, tandis qu'à 00h10 le 5 janvier, avec les destroyers Fulmine et Giosuè Carducci et le Cantore, le croiseur auxiliaire quitte Brindisi pour escorter jusqu'à Vlora, où ils arrivent à huit heures, le Città di Marsala et deux autres navires à moteur, Verdi et Città di Agrigento, transportant un total de 2 024 hommes et 328 tonnes de fournitures. Le même 5 janvier, à 22h00, l'unité retourne à Bari et part avec le torpilleur Partenope, escortant les vapeurs Aventino, Diana et Sant'Agata, avec 1 014 soldats, 833 chevaux et 156 tonnes de fournitures, arrivant à DurrËs à 12h20 le jour suivant.
Le Capitano A. Cecchi quitte Bari le 17 février à 2 heures du matin, avec le Solferino, escortant jusqu'à Durrës, où ils arrivent à 16h20 du même jour, les vapeurs Milano et Aventino et les navires à moteur Verdi et Città di Alessandria, transportant 3 578 soldats et 383 tonnes de provisions. Après avoir quitté le convoi, le croiseur auxiliaire prend en charge l'escorte du navire à moteur vide Città di Tripoli, qui quitte Durrës à 15h00 et le conduit à Bari, où il arrive à 1h00 du matin le 18.
Le 19 février à 3 heures du matin, le croiseur auxiliaire, ainsi que le Castelfidardo, partent de Bari en escortant le navire à moteur Rossini et les vapeurs Titania, Zena et Rosandra, transportant 1 600 ouvriers (sur le Rosandra), 922 soldats, 1160 chevaux et 436 tonnes de matériel. Le convoi arrive à Durrës à 17h15 le même jour, mais immédiatement le Capitano A. Cecchi rejoint le vapeur Milano déchargé, qui a quitté le port albanais à 16h15, pour l'escorter jusqu'à Bari, où il arrive à 3h30 le 20.
Le 21 février, à 22h30, le Capitano A. Cecchi appareille de Bari avec le Calatafimi, escortant le Verdi, le Donizetti, le Città di Alessandria et le Città di Savona, à destination de Durrës avec 2 875 hommes et 1200 tonnes de fournitures. Cependant, en raison de conditions météorologiques défavorables, le convoi doit retourner à Bari, quittant à 20h45 le 22, et arrivant finalement à Durrës à 8h30 le 23.
Le 24 février, le croiseur auxiliaire, avec le Curtatone, escorte le Città di Tripoli, le Italia et le Puccini de Bari à Durrës, avec 2 450 hommes et 371 tonnes de matériel. Le 1er mars 1941, le Capitano A. Cecchi et le Curtatone escortent de Bari à Durrës le navire à moteur Verdi et les vapeurs Milano, Aventino et Rosandra, transportant 2 848 soldats, 131 quadrupèdes et 417 tonnes de matériel.
Le Capitano A. Cecchi quitte ensuite Bari à 00h45 le 4 mars, toujours avec le Curtatone, pour escorter les navires à moteur Città di Bastia, Maria et Donizetti et le vapeur Casaregis jusqu'à Durrës, où ils arrivent à 15h15 le même jour, transportant 1 462 hommes, 286 véhicules et 546 tonnes de fournitures. Après avoir quitté le convoi, le croiseur auxiliaire est envoyé pour escorter le vapeur Italia et les navires à moteur Città di Savona et Città di Alessandria, qui ont appareillé de Durrës à 13h45 et se sont dirigés vers Bari, où ils arrivent à 4h30 le 5 mars.
Le Capitano A. Cecchi quitte Bari à 00h30 le 6 mars, avec le Médicis, escortant jusqu'à Durrës, où ils arrivent à 11h40, les vapeurs Aventino et Milano et les navires à moteur Rossini et Narenta, transportant 3 171 hommes, 137 quadrupèdes, 239 tonnes de provisions et 248 tonnes d'autres fournitures. Le croiseur auxiliaire prend ensuite en charge l'escorte du navire à moteur vide Burma, qui a quitté Durrës à 11 heures et se dirige vers Bari, où il arrive à 19 heures.
Le 8 mars, à quatre heures du matin, le Capitano A. Cecchi et le Curtatone quittent Bari en escortant le Donizetti et la Città di Bastia, avec 1 590 hommes et 282 tonnes de matériel, et arrivent à Durrës à 17h40. Après avoir quitté le convoi, le navire prend en charge l'escorte du vapeur déchargé Caldea, qui quitte Durrës à 15h30 et se dirige vers Bari, où il arrive le lendemain à 12h15.
Le 10 mars à cinq heures, le navire, accompagné du torpilleur Prestinari, appareille de Bari pour Durrës, où il arrive à 17h25, escortant les vapeurs Aventino, Milano et Zena et le navire à moteur Rossini, transportant 2 991 soldats, 483 quadrupèdes et 352 tonnes de vivres.
Le 12 mars, le Capitano A. Cecchi et le Solferino escortent de Bari à Durrës les navires à moteur Barbarigo, Città di Bastia et Città di Tripoli et le vapeur Titania, transportant 1 395 hommes, 644 quadrupèdes, 123 véhicules et 943 tonnes de fournitures. A 14h15 du même jour, l'unité quitte Durrës en escortant le vapeur Tagliamento déchargé, et arrive à Bari à 3h30 du matin le 13 mars.
Le 14 mars à 1h40 du matin, le croiseur auxiliaire appareille de Bari avec le Bassini, escortant les vapeurs Aventino, Quirinale et Milano et les navires à moteur Rossini et Filippo Grimani, qui transportent le premier groupe de la division d'infanterie "Casale", composé de 3 749 soldats, 123 quadrupèdes, 1 351 tonnes de provisions et 605 tonnes d'autres fournitures. De retour en Italie, le Capitano A. Cecchi quitte Bari à minuit le 16 mars, avec le Prestinari, pour escorter les navires à moteur Città di Tripoli, Città di Agrigento, Città di Bastia et Verdi, transportant 2 909 hommes et 172 tonnes de fournitures, jusqu'à Durrës, où ils arrivent à 16h25 le même jour.
Le 18 mars à 23 heures, le croiseur auxiliaire, ainsi que le Curtatone, quittent Bari pour Durrës en escortant les navires à moteur Città di Savona et Città di Alessandria et les vapeurs Milano et Tagliamento, qui ont à leur bord un total de 2 615 soldats, 624 quadrupèdes et 387 tonnes de fournitures. Le convoi arrive à destination le 19 mars à 16h15, mais auparavant le Capitano A. Cecchi, qui s'estt séparé, a pris en charge l'escorte du navire à moteur Rossini et du vapeur Costante C., qui quittent Durrës à 14h et reviennent à vide à Bari, où ils arrivent le lendemain à 5h30.
Le 20 mars, le Capitano A. Cecchi escorte, avec le Bassini, les vapeurs Sant'Agata et Aventino et les navires à moteur Rossini et Puccini, chargés de 2 808 hommes, 833 quadrupèdes et 458 tonnes de fournitures, de Bari à Durrës. Le lendemain, à 14h30, le navire quitte Durrës en escortant le navire à moteur Donizetti, avec lequel il atteint Bari le 22 à 1h10 du matin.
Le 22 mars à onze heures du soir, l'unité quitte Bari avec le Solferino, escortant les navires à moteur Città di Bastia, Città di Alessandria et Città di Savona et le vapeur Milano, à destination de Durrës, où ils arrivent le lendemain à 14h30, avec 3 343 soldats, 138 quadrupèdes et 234 tonnes de matériel.
Le 26 mars à huit heures du soir, le Capitano A. Cecchi et le torpilleur Giuseppe Cesare Abba appareillent de Bari en escortant le Città di Bastia, le Città di Alessandria et le Città di Marsala, transportant 2 089 hommes de troupe et 119 tonnes de ravitaillement: le convoi arrive à Durrës le 27 mars à 11h55. Le 27 mars à 12h30, le croiseur auxiliaire quitte Durrës en escortant le Rossini, qui est déchargé et arrive à Bari après onze heures de navigation.
Le 29 mars à 20 heures, le navire appareille de Bari avec le Bassini, escortant le Quirinale, le Rossini, le Aventino et le Puccini jusqu'à Durrës, où ils arrivent le lendemain à 8h45, transportant 3 408 soldats, 65 quadrupèdes et 371 tonnes de vivres. Le 30 mars, à 7h45, le Capitano A. Cecchi quitte Durrës en escortant les vapeurs déchargés Tergestea et Laura C., avec lesquels il arrive à Bari à 22 heures.
Le 4 avril à minuit, le Capitano A. Cecchi et le Curtatone naviguent de Bari à Durrës, où ils arrivent après douze heures de navigation, escortant le Aventino, le Milano et le Quirinale, chargés de 3 439 hommes, 39 quadrupèdes et 274 tonnes de provisions. Entre-temps, après avoir quitté le convoi, le croiseur auxiliaire prend en charge l'escorte des vapeurs vides Sagitta et Diana, qui ont quitté Durrës à 10h30 et sont arrivent à Bari à 1h00 du matin le 5 avril.
Le 7 avril, à 00h00, le navire quitte Bari en même temps que le Prestinari, escortant vers Durrës le Città di Alessandria, le Città di Tripoli et le Donizetti, avec 2 305 soldats et 263 tonnes de fournitures: le convoi atteint le port albanais à 16h30. Trois jours plus tard, le 10 à minuit, le Capitano A. Cecchi quitte Bari pour Durrës, escortant le navire à moteur Città di Trapani, transportant 683 soldats et 131 tonnes de fournitures; le convoi est rejoint à Brindisi par le destroyer Mirabello et le vapeur postal Campidoglio. Les navires sont arrivés à Durrës à 14 h 45 le 10 avril.
Le 13 avril, à minuit, le Capitano A. Cecchi et le Mirabello quittent Bari en escortant le Rossini, le Puccini et le Città di Marsala, à destination de Durrës, qu'ils atteignent à 15h10 le même jour, avec 2 332 soldats et 538 tonnes de matériel. Quittant le convoi, le croiseur auxiliaire prend en charge l'escorte des vapeurs Milano et Aventino, qui quittent Durrës à 13h15 et se dirigent vers Bari, où ils arrivent le 14 à 3h20 du matin avec 100 soldats et 14 prisonniers à bord.
Le 17 avril à 23 heures, le navire appareille de Bari pour escorter le vapeur Casaregis et les navires à moteur Riv et Narenta, à destination de Durrës avec 504 soldats, 234 véhicules et 1402 tonnes de matériel. A Brindisi, le Capitano A. Cecchi est pris en charge par le torpilleur Castelfidardo. Le lendemain, le croiseur auxiliaire prend à son tour en charge le torpilleur Prestinari dans l'escorte de la dernière étape, de Brindisi à Bari (où ils arrivent à 23h00), du vapeur Lauretta et des navires à moteur Donizetti et Città di Bastia, qui arrivent déchargés de Durrës, d'où ils sont partis à cinq heures du matin.
Le 21 avril, à 19h30, le Capitano A. Cecchi quitte Bari en escortant le navire à moteur Carlotta et les vapeurs Rinucci, Neghelli (les trois navires marchands ont à leur bord 798 tonnes d'essence, 997 tonnes de provisions et 379 tonnes d'autres fournitures) et Turiddu (utilisé pour le service civil) jusqu'au point "Y" au large de Brindisi, où le croiseur auxiliaire est remplacé par le Calatafimi. Au cours de la nuit suivante, l'unité, à Brindisi, prend la relève du Prestinari dans l'escorte vers Bari d'un convoi parti de Durrës à 9h45 le 21 et composé du pétrolier Abruzzi, du navire à moteur Riv et des vapeurs déchargés Casaregis et Padenna, qui arrive dans le port de Bari à 4h00 du matin le 22.
Le 23 avril à 21 heures, le Capitano A. Cecchi, avec le torpilleur Monzambano, quitte Bari pour escorter les navires à moteur Città di Marsala et Puccini, chargés de 1 462 soldats et de 389 tonnes de fournitures, avec lesquels ils atteignent Durrës à 9h15 le lendemain. Le croiseur auxiliaire prend ensuite en charge l'escorte du navire à moteur vide Tergestea, qui a quitté Durrës à 8h30 et se dirige vers Bari, où il arrive à 20h40.
Dans la nuit du 7 au 8 mai 1941, le Capitano A. Cecchi navigue, chargé de véhicules et de munitions, le long de la côte cyrénaïque, près de Benghazi, lorsque cette ville, dans le cadre de l'opération britannique " MD 6 ", est bombardée par le croiseur léger HMS Ajax (22) et par les destroyers HMS Havock (H43), HMS Hotspur (H01) et HMS Imperial (D09), également britanniques. Croisant cette formation, qui se dirige pour rejoindre le reste de la Mediterranean Fleet (flotte méditerranéenne britannique) (en mer dans le cadre de l'opération Tiger) après avoir terminé son bombardement, le navire italien est attaqué aux premières heures du 8 mai et, touché par plusieurs obus, est soufflé, coulant à la position géographique de 31° 51′ 15″ N, 19° 53′ 20″ E, à environ 2,5 milles nautiques (4,6 km) par 314° des Trois Palmiers, non loin de Benghazi. Dans la même attaque est également coulé le vapeur Tenace, qui, canonné le 8 mai à 00h25 dans les eaux de Tajunes (à l'ouest de Benghazi), est échoué à 3,5 milles nautiques (6,5 km) par 299° de Marabutto di Sidi bu Fachra nord (au sud de Benghazi) et considéré comme perdu.
L'épave du Capitano A. Cecchi se trouve dans des eaux peu profondes au nord de Benghazi, à une profondeur maximale de dix mètres.

## Sources
- (it) Cet article est partiellement ou en totalité issu de l’article de Wikipédia en italien intitulé « Capitano A. Cecchi (incrociatore ausiliario) » (voir la liste des auteurs).